# World Innovation Summit for Education
Pour les articles homonymes, voir Wise.
Le World Innovation Summit for Education (WISE) est un rendez-vous biennal de réflexion sur les problèmes de l'éducation qui se tient à Doha, au Qatar. Il a été créé en 2009 par la Fondation du Qatar, à l'initiative de Sheikha Mozah, une des épouses de l'émir du Qatar.

## Présentation
Le World Innovation Summit For Education est lancé par la Fondation du Qatar en 2009 sous le patronage de Sheikha Mozah. Un rendez vous biennal se déroulant sur trois jours et réunissant des ministres et décideurs dans le domaine de l'éducation, des représentants du monde universitaire et des grandes organisations et associations du secteur de l'éducation, de la recherche et de la culture, des experts, des représentants de grandes entreprises impliquées dans ce domaine, au total un millier de personnes venant de 120 pays.
Cinq organisations internationale liées à l'éducation sont partenaires de cette manifestation : 
- l'Agence universitaire de la Francophonie (AUF),
- l'Association des universités du Commonwealth (ACU),
- l'Institute of International Education (IIE),
- l'International Association of University Presidents (IAUP),
- l'Organisation des Nations unies pour l'éducation, la science et la culture (UNESCO).

Ainsi que la RAND Corporation, think tank politique américain.
Lors de la deuxième édition, en décembre 2010, a été annoncée la création du prix WISE pour l'éducation qui fut remis pour la première fois lors de l'édition 2011 du WISE au Bangladais Fazle Hasan Abed.